# Ernst Bloch
Ernst Bloch (Ludwigshafen am Rhein, 8 de julio de 1885-Tubinga, 4 de agosto de 1977) fue un filósofo alemán de ascendencia judía.

## Vida
Ernst Bloch provenía de una familia judía del Palatinado. Pasó sus primeros años en Ludwigshafen que describe como una ciudad vacía de espíritu y que con su gran Fábrica de Anilina del Baden simboliza el capitalismo y sus habitantes, el proletariado moderno. En la escuela no se destacó como estudiante y en general el tono con el que se refiere, en su madurez, a sus años escolares no resulta muy halagüeño. 
Se inscribe en filosofía en la universidad de Múnich tras vencer las iniciales resistencias de su padre a la idea. Pero pronto parte a la universidad de Würzburgo, probablemente para seguir con algún amorío. En 1908, se doctoró bajo la dirección de Oswald Külpe con una tesis titulada Disquisiciones críticas sobre Rickert y la teoría del conocimiento moderno.
Tras su doctorado, parte a Berlín y asiste al Privatissimum de Georg Simmel en donde conoce a su gran amigo de juventud, el filósofo húngaro Georg Lukács. Con este asistirá también al círculo de Max Weber en Heidelberg, de quien se distanciará por su actitud favorable a la Primera Guerra Mundial y su militarismo. 
En 1913, se casó con la escultora letona Else von Stritzky (que murió en 1921). La presencia de Else es particularmente importante en los primeros libros publicados por Bloch. A ella está dedicado un diario íntimo publicado en las Obras Completas que da cuenta del profundo pesar que le produjo su pérdida.  
A causa de la Primera Guerra Mundial y en razón de su pacifismo radical, para evitar ser movilizado en el ejército, se exilia con su esposa en Suiza de 1917 a 1919. En los años 1920 vivió en Berlín y trabajó como periodista. Así traba contactos amistosos con Bertolt Brecht, Kurt Weill y Theodor W. Adorno, entre otros. En 1922 casó con la pintora Linda Oppenheimer. Matrimonio breve y no muy feliz. En 1928 nació su hija Mirjam.
En 1933 emigra de nuevo a Suiza. Al ser expulsado de ahí, Bloch pasa por Italia a Viena. Ahí vuelve a contraer nupcias, ahora con Karola Piotrowska (a partir de entonces conocida como Karola Bloch), arquitecta polaca, con quien permanecerá hasta morir. En 1937 nace su hijo Jan Robert. De 1936 a 1938 vive Bloch en Praga, donde es colaborador del hebdomadario Die Weltbühne. Poco antes de la entrada de los nazis, huye a Estados Unidos.
En el exilio estadounidense, redacta algunas de sus obras, como El principio Esperanza, Sujeto-objeto o Tescolabis. En 1948 le ofrecen la cátedra de filosofía en Leipzig; al año se muda a aquella ciudad. En 1955 le otorgan el Premio Nacional de la República Democrática Alemana. Además, se convierte en miembro de la Academia Alemana de Ciencias. Sin embargo, la Revolución de Hungría, en 1956, enfrenta al marxista convencido con el gobierno del Partido Socialista Unificado de Alemania: al revelar Bloch sus ideales libertarios, es obligado a jubilarse en 1957. En 1961 (luego de la construcción del Muro de Berlín), ya no regresa de un viaje a Occidente desde la RDA, formando parte de los desertores (Republikflucht).
Bloch se convirtió en profesor visitante de la Universidad Eberhard Karls de Tubinga. En 1967 es galardonado con el Premio de la Paz del Comercio Librero Alemán. En 1972 se convierte en ciudadano honorario de Ludwigshafen, su ciudad natal. Vienen enseguida los doctorados honoris causa de la Universidad de Zagreb, de la Sorbona y de su Universidad de Tubinga. En 1975 le es conferido el Sigmund-Freud-Preis für wissenschaftliche Prosa.
Acoge con críticas benevolentes al movimiento estudiantil de fines de los años 1960, del que se lo considera uno de los precursores intelectuales. Con uno de los dirigentes más prominentes del movimiento, Rudi Dutschke, traba posteriormente una relación de amistad paternal.
El 4 de agosto de 1977 muere Ernst Bloch a causa de un paro cardíaco.

## Filosofía de Bloch
Ernst Bloch es el filósofo de las utopías concretas, de las ensoñaciones, de las esperanzas. En el centro de su pensamiento se yergue el hombre que se concibe a sí mismo. La conciencia del hombre no solamente es el producto de su ser, sino que, más aún, está dotada de un “excedente”. Este “excedente” halla su expresión en las utopías sociales, económicas y religiosas, en el arte gráfico, en la música. Como marxista, Bloch ve en el socialismo y el comunismo los instrumentos para trasladar este “excedente" a los hechos.

## Obras
- 1909 Tesis Disquisiciones críticas sobre Rickert y el problema de la epistemología
- 1918 El espíritu de la utopía
- 1921 Thomas Münzer como teólogo de la revolución, Múnich
- 1930 Vestigios, Berlín
- 1935 Herencia de esta época, Zúrich
- 1949 Sujeto-objeto, Christian Thomasius, El principio Esperanza, Avicena y la izquierda aristotélica, Leipzig
- 1959 Vestigios y El principio de la esperanza
- 1961 Derecho Natural y Dignidad Humana, Frankfurt (Ed. español Aguilar, Madrid, 1980)